# Cristóbal (Repubblica Dominicana)
Cristóbal è un comune della Repubblica Dominicana di 5.898 abitanti, situato nella Provincia di Independencia.